# Coupe de La Réunion de football 2013
Navigation
Édition précédente Édition suivante
La Coupe de La Réunion de football 2013 est la 47e édition de la compétition.

## Seizièmes de finale
Programmes des rencontres
| Division | Club                  | Résultat | Club                             | Division | Lieu                                  | Date, heure    |
| -------- | --------------------- | -------- | -------------------------------- | -------- | ------------------------------------- | -------------- |
| (D1P)    | AS Excelsior          | 6-1      | Cilaos FC                        | (D2D)    | Stade Raphaël-Babet (Saint-Joseph)    | 29 juin- 18h   |
| (D2R)    | AS Marsouins          | 0-1      | FC Avirons                       | (D2R)    | Stade Saint-Leu (Saint-Leu)           | 29 juin, 20h   |
| (D2R)    | CS Saint-André        | 1-2      | AJ Petite-Île                    | (D1P)    | Stade Baby-Larivière (Saint-André)    | 29 juin, 20h   |
| (D1P)    | SS Saint-Louisienne   | 4-1      | AFC Halte là                     | (D2D)    | Stade Théophile-Hoarau (Saint-Louis)  | 29 juin, 20h00 |
| (D1P)    | SS Jeanne d'Arc       | 4-1      | Trois Bassins FC                 | (D2R)    | Stade Lambrakis (Le Port)             | 29 juin, 20h00 |
| (D2D)    | ES Etang Salé         | 0-1      | JS Saint-Pierroise               | (D1P)    | Stade du Centenaire (L'Etang-Salé)    | 29 juin, 20h00 |
| (D2D)    | Tampon FC             | 2-0      | Saint-Denis FC                   | (D1P)    | Stade Klébert Picard (Le Tampon)      | 29 juin, 20h00 |
| (D2D)    | CS Dynamo             | 1-2ap    | AS Capricorne                    | (D2R)    | Stade Duparc (Sainte-Marie)           | 29 juin, 20h00 |
| (D1P)    | AS Possession         | 2-1      | ACS Redoute                      | (D2R)    | Stade Youri-Gagarine (La Possession)  | 29 juin, 20h00 |
| (D2D)    | Les Oliviers          | 0-8      | US Stade Tamponnaise             | (D1P)    | Stade Joffre Labenne (Saint-Pierre)   | 30 juin, 15h30 |
| (D2D)    | US Sainte-Anne        | 1 -0     | AS Eperon                        | (D2R)    | Stade Marc Mintachy (Saint-Benoît)    | 30 juin, 15h30 |
| (D2D)    | OCSA Léopards         | 2 -1 ap  | US Bénédictins                   | (D1P)    | Stade Baby-Larivière (Saint-André)    | 30 juin, 15h30 |
| (D1P)    | US Sainte-Marienne    | 2 -1     | ARC Bras Fusil                   | (D2R)    | Stade Duparc (Sainte-Marie)           | 30 juin, 16h00 |
| (D2D)    | AEFTC Etang Saint-Leu | 0-2      | Rivière Sport                    | (D1P)    | Saint-Leu (Saint-Leu)                 | 30 juin, 16h00 |
| (D2R)    | SDEFA                 | 1-2ap    | Entente Sainte-Suzanne/Bagatelle | (D2D)    | Stade Jean-Ivoula (Saint-Denis)       | 30 juin, 16h00 |
| (D1P)    | Saint-Pauloise FC     | 3 -0     | ES Entre-Deux                    | (D2R)    | Stade Paul-Julius-Bénard (Saint-Paul) | 30 juin, 16h30 |

## Huitièmes de finale
Programmes des rencontres
| Division | Club               | Résultat | Club                             | Division | Lieu                                 | Date, heure       |
| -------- | ------------------ | -------- | -------------------------------- | -------- | ------------------------------------ | ----------------- |
| (D1P)    | SS Jeanne d'Arc    | 0-1      | AS Excelsior                     | (D1P)    | Stade Lambrakis (Le Port)            | 6 juillet, 20h00  |
| (D1P)    | SS Rivière Sport   | 1-3ap    | Saint-Pauloise FC                | (D1P)    | Stade Théophile-Hoarau (Saint-Louis) | 6 juillet, 20h00  |
| (D2R)    | FC Avirons         | 1-2ap    | SS Saint-Louisienne              | (D1P)    | Stade Paulo Brabant (Les Avirons)    | 6 juillet, 20h00  |
| (D2D)    | OCSA Léopards      | 2-0      | AJ Petite-Île                    | (D1P)    | Stade Baby-Larivière (Saint-André)   | 6 juillet, 20h00  |
| (D1P)    | AS Possession      | 1-0      | Entente Sainte-Suzanne/Bagatelle | (D2D)    | Stade Youri-Gagarine (La Possession) | 6 juillet, 20h00  |
| (D2D)    | Tampon FC          | 3-0      | US Sainte-Marienne               | (D1P)    | Stade Klébert Picard (Le Tampon)     | 6 juillet, 20h00  |
| (D2D)    | US Sainte-Anne     | 1-2      | US Stade Tamponnaise             | (D1P)    | Stade Marc Minatchy (Sainte-Anne)    | 7 juillet, 15h30  |
| (D1P)    | JS Saint-Pierroise | 2-0      | AS Capricorne                    | (D1P)    | Stade Michel Volnay (Saint-Pierre)   | 7 juillet - 16h00 |

## Quarts de finale
Programmes des rencontresnote: toutes les rencontres cités ci-dessous ont lieu sur des terrains neutres
| Division | Club                 | Résultat    | Club                | Division | Lieu                                  | Date, heure    |
| -------- | -------------------- | ----------- | ------------------- | -------- | ------------------------------------- | -------------- |
| (D1P)    | AS Excelsior         | 1-0 ap      | Tampon FC           | (D2D)    | Stade Théophile-Hoarau (Saint-Louis)  | 10 août, 20h00 |
| (D1P)    | Saint-Pauloise FC    | 0-0, 8-9tab | SS Saint-Louisienne | (D1P)    | Stade Michel Volnay (Saint-Pierre)    | 10 août, 20h00 |
| (D1P)    | JS Saint-Pierroise   | 3-0         | OCSA Léopards       | (D2D)    | Stade Klébert Picard (Le Tampon)      | 11 août, 16h30 |
| (D1P)    | US Stade Tamponnaise | 0-0, 4-5tab | AS Possession       | (D1P)    | Stade Paul-Julius-Bénard (Saint-Paul) | 11 août, 16h30 |

## Demi-finales
Programmes des rencontresnote: toutes les rencontres cités ci-dessous ont lieu sur des terrains neutres
| Division | Club                | Résultat | Club          | Division | Lieu                                  | Date, heure        |
| -------- | ------------------- | -------- | ------------- | -------- | ------------------------------------- | ------------------ |
| (D1P)    | SS Saint-Louisienne | 3-0      | AS Possession | (D1P)    | Stade Paul-Julius-Bénard (Saint-Paul) | 7 septembre, 20h00 |
| (D1P)    | JS Saint-Pierroise  | 1-0      | AS Excelsior  | (D1P)    | Stade Théophile Hoarau (Saint-Louis)  | 4 octobre, 20h30   |

## Finale
| 3 novembre 2013 17h GMT | SS Saint-Louisienne       | 2 - 1 | JS Saint-Pierroise       | Stade Michel-Volnay, Saint-Pierre |                          |
|                         | Éric Farro 36e, Hazem 39e |       | Jean-Michel Fontaine 92e | Arbitrage : David Hoarau          | Arbitrage : David Hoarau |

## Sources
- (fr) Site de la LRF (Ligue Réunionnaise de Football)